# Tomislav Kiš
Tomislav Kiš (Zagabria, 4 aprile 1994) è un calciatore croato, attaccante dello Zrinjski Mostar.

## Statistiche

### Cronologia presenze e reti in nazionale
| Cronologia completa delle presenze e delle reti in nazionale ― Croazia under 21 | Cronologia completa delle presenze e delle reti in nazionale ― Croazia under 21 | Cronologia completa delle presenze e delle reti in nazionale ― Croazia under 21 | Cronologia completa delle presenze e delle reti in nazionale ― Croazia under 21 | Cronologia completa delle presenze e delle reti in nazionale ― Croazia under 21 | Cronologia completa delle presenze e delle reti in nazionale ― Croazia under 21 | Cronologia completa delle presenze e delle reti in nazionale ― Croazia under 21 | Cronologia completa delle presenze e delle reti in nazionale ― Croazia under 21 |
| Data                                                                            | Città                                                                           | In casa                                                                         | Risultato                                                                       | Ospiti                                                                          | Competizione                                                                    | Reti                                                                            | Note                                                                            |
| ------------------------------------------------------------------------------- | ------------------------------------------------------------------------------- | ------------------------------------------------------------------------------- | ------------------------------------------------------------------------------- | ------------------------------------------------------------------------------- | ------------------------------------------------------------------------------- | ------------------------------------------------------------------------------- | ------------------------------------------------------------------------------- |
| 13-8-2013                                                                       | Vaduz                                                                           | Liechtenstein under 21                                                          | 0 – 5                                                                           | Croazia under 21                                                                | Qual. Europeo Under-21 2015                                                     | -                                                                               | 75’                                                                             |
| 30-3-2015                                                                       | Atene                                                                           | Grecia under 21                                                                 | 0 – 2                                                                           | Croazia under 21                                                                | Amichevole                                                                      | -                                                                               | 46’                                                                             |
| Totale                                                                          |                                                                                 | Presenze                                                                        | 2                                                                               |                                                                                 | Reti                                                                            | 0                                                                               |                                                                                 |

## Palmarès

### Club

#### Competizioni nazionali
- Coppa di Croazia: 1

Hajduk Spalato: 2012-2013
- Campionato bosniaco: 2

Zrinjski Mostar: 2022-2023, 2024-2025
- Coppa di Bosnia: 2

Zrinjski Mostar: 2022-2023, 2023-2024

### Individuale
- Capocannoniere del campionato lituano: 1

2019 (27 gol)